# دیوید سلبی
دیوید سلبی (انگلیسی: David Selby؛ زادهٔ ۵ فوریهٔ ۱۹۴۱) هنرپیشه اهل ایالات متحده آمریکا است. وی از سال ۱۹۶۸ میلادی تاکنون مشغول فعالیت بوده‌است.
از فیلم‌هایی که وی در آن نقش داشته‌است، می‌توان به جوان‌مرگ، شما اینجایید، تقاطع، ثروتمند و مشهور، بالا سندباکس و بگو که دوستم داری اشاره کرد.